# Pseudocanthon
Pseudocanthon är ett släkte av skalbaggar. Pseudocanthon ingår i familjen bladhorningar.
Kladogram enligt Catalogue of Life:
| Pseudocanthon | \| \| Pseudocanthon caeranus \| \| \| \| \| \| Pseudocanthon chlorizans \| \| \| \| \| \| Pseudocanthon iuanalaoi \| \| \| \| \| \| Pseudocanthon jamaicensis \| \| \| \| \| \| Pseudocanthon perplexus \| \| \| \| \| \| Pseudocanthon sylvaticus \| \| \| \| \| \| Pseudocanthon vitraci \| \| \| \| \| \| Pseudocanthon xanthurus \| \| \| \| |
|               | \| \| Pseudocanthon caeranus \| \| \| \| \| \| Pseudocanthon chlorizans \| \| \| \| \| \| Pseudocanthon iuanalaoi \| \| \| \| \| \| Pseudocanthon jamaicensis \| \| \| \| \| \| Pseudocanthon perplexus \| \| \| \| \| \| Pseudocanthon sylvaticus \| \| \| \| \| \| Pseudocanthon vitraci \| \| \| \| \| \| Pseudocanthon xanthurus \| \| \| \| |
|               | Pseudocanthon caeranus |
|               | |
|               | Pseudocanthon chlorizans |
|               | |
|               | Pseudocanthon iuanalaoi |
|               | |
|               | Pseudocanthon jamaicensis |
|               | |
|               | Pseudocanthon perplexus |
|               | |
|               | Pseudocanthon sylvaticus |
|               | |
|               | Pseudocanthon vitraci |
|               | |
|               | Pseudocanthon xanthurus |
|               | |